# Beauvoir-sur-Niort

Beauvoir-sur-Niort este o comună în departamentul Deux-Sèvres, Franța. În 2009 avea o populație de 1,710 de locuitori.